# Westend-Nord
Westend-Nord, Frankfurt-Westend-Nord – 5. dzielnica (Stadtteil) miasta Frankfurt nad Menem, w Niemczech, w kraju związkowym Hesja. Należy do okręgu administracyjnego Innenstadt II.